# Storia delle squadre della WNBA
Le squadre che presero parte al primo campionato WNBA nel 1997 furono otto:
- Charlotte Sting (fino al 2006)
- Cleveland Rockers (fino al 2003)
- Houston Comets (fino al 2008)
- Los Angeles Sparks
- New York Liberty
- Phoenix Mercury
- Sacramento Monarchs (fino al 2009)
- Utah Starzz (fino al 2002)

Il primo ottobre 1997 la WNBA annunciò che due nuove squadra sarebbero entrate nella lega dal campionato 1998:
- Detroit Shock
- Washington Mystics

Il 22 aprile 1998, il numero totale delle squadre fu portato a 12, con l'expantion team che nel campionato 1999 aggiunse altre due squadre:
- Orlando Miracle (fino al 2002)
- Minnesota Lynx

Il 7 giugno 1999 la WNBA con quattro expantions teams per il campionato 2000, raggiunge il numero di 16 franchige:
- Indiana Fever
- Miami Sol (fino al 2002)
- Portland Fire (fino al 2002)
- Seattle Storm

Il 5 dicembre 2002, la WNBA annuncia che le Utah Starzz si sarebbero spostate a San Antonio:
- San Antonio Silver Stars

Il 28 gennaio 2003, le Orlando Miracle vennero trasferite nel Connecticut:
- Connecticut Sun

L'8 febbraio 2005, il Commissioner della NBA David Stern, annuncia che la WNBA arriverà nella città del vento, Chicago, nella stagione 2006:
- Chicago Sky

Il 16 dicembre 2006, la franchigia delle Charlotte Sting fallisce.
Il 17 ottobre 2007, il presidente della WNBA Donna Orender, annuncia che la WNBA a partire dalla stagione 2008 avrà 14 squadre con la nascita di una nuova franchigia ad Atlanta.
Nel 2008, il proprietario delle Houston Comets mette in vendita la squadra, ma nessuno la acquista. Il 2 dicembre 2008 la WNBA subentra alla dirigenza della società, annunciandone il fallimento. Le giocatrici delle Comets vengono inserite in un draft per essere scelte da altre squadre WNBA.
Il campionato WNBA 2009 vede dunque partecipare solo 13 squadre.
Il 20 ottobre 2009, le Detroit Shock vennero trasferite a Tulsa:
- Tulsa Shock

Il 20 novembre 2009, la franchigia delle Sacramento Monarchs fallisce.
Il campionato WNBA 2010 vede partecipare 12 squadre.
Il 15 gennaio 2014, le San Antonio Silver Stars hanno lasciato cadere "Silver" dal loro nome, diventando le San Antonio Stars.
- San Antonio Stars

Il 20 luglio 2015, il Tulsa Shock ha annunciato che si sarebbero trasferiti al Dallas-Fort Worth Metroplex, diventando il Dallas Wings.
- Dallas Wings

Il 17 ottobre 2017, le San Antonio Stars sono state vendute alla MGM Resorts International, che prevedeva di spostare la squadra a Las Vegas. L'11 dicembre dello stesso anno, MGM Resorts annunciò che la squadra sarebbe diventata la Las Vegas Aces.
- Las Vegas Aces